# Corybas sinii
Corybas sinii är en orkidéart som beskrevs av Tang och Fa Tsuan Wang. Corybas sinii ingår i släktet Corybas, och familjen orkidéer. Inga underarter finns listade i Catalogue of Life.